# Колонська сільська рада
Колонська сільська рада — колишня адміністративно-територіальна одиниця та орган місцевого самоврядування у Іваничівському районі Волинської області з адміністративним центром у селі Колона.
Припинила існування в 2017 році через об'єднання в Павлівську сільську територіальну громаду Волинської області. Натомість утворено Колонський старостинський округ при Павлівській сільській громаді.

## Населені пункти
Сільській раді підпорядковувались населені пункти:
- с. Колона
- с. Волиця

## Населення
За переписом населення України 2001 року в сільській раді мешкала 1021 особа, площа — 4.63 км². . За оцінками на 2012 рік в обидвох селах ради сукупно проживає 892 особи, з них 519 працездатні. В цих селах мешкає 19 багатодітних родин. 

### Мова
Розподіл населення за рідною мовою за даними перепису 2001 року:
| Мова       | Відсоток |
| ---------- | -------- |
| українська | 99,90 %  |
| білоруська | 0,10 %   |

## Склад ради
Сільська рада складається з 16 депутатів та голови. Склад ради: десятеро депутатів (62.5 %) — самовисуванці та ще шестеро депутатів (37.5 %) — від ВО «Свобода». 

## Керівний склад сільської ради
| ПІБ                        | Основні відомості                                                                                                | Дата обрання | Дата звільнення |
| -------------------------- | --- | ------------ | --------------- |
| Федорук Віталій Григорович | Сільський голова, 1951 року народження, освіта, безпартійний                                                     | 26.03.2006   | 31.10.2010      |
| Федорук Віктор Григорович  | Сільський голова, 1951 року народження, освіта середня спеціальна, член Всеукраїнського об'єднання «Батьківщина» | 31.10.2010   |                 |

Примітка: таблиця складена за даними джерела